# 罗日姆贝克城堡
罗日姆贝克城堡是位于捷克的一座城堡，位于南波希米亚州捷克克鲁姆洛夫罗日姆贝克，濒临伏尔塔瓦河。它目前归捷克國家文化資產局管理，城堡對公众开放，并作为捷克共和国的國家文化資產受到官方保护。
罗日姆贝克城堡由领主沃克一世修筑于十三世纪，该城堡直到1611年为止皆由罗日姆贝克家族所拥有，城堡曾在十五世纪多次被其他家族占领，但罗日姆贝克家族随即将其夺回，并在十六、十七世纪之交将其改建为文藝復興建築。
在三十年戰爭前期，罗日姆贝克城堡曾被什万贝尔克家族短暂占有，但布奎家族随即在波希米亞叛亂中夺取了城堡，伊日·扬·因德日赫·比夸在十九世纪中叶将城堡下半部分改造成新哥特式，并扩建了城堡的上半部分。

## 历史
罗日姆贝克城堡由罗日姆贝克家族的沃克一世始建于13世纪前期，不过也有文献称城堡是由其父维特克三世修筑的，1262年，沃克逝世后，城堡由他的长子因德日赫一世继承，此后城堡长期由罗日姆贝克家族拥有:106-108。
在15世纪初期，奥尔德日赫二世成为罗日姆贝克家族的首领，期间捷克发生了胡斯战争，他最初在辅佐者切涅克的影响下同情胡斯派，但他意识到作为胡斯派势力范围的塔博爾对自己的统治造成威胁时，随即皈依天主教并支持神聖羅馬帝國皇帝西吉斯蒙德，并进攻塔博尔，战事失败后，奥尔德日赫在自己的领地中抓捕了所有胡斯派牧师，并将其中一些人囚禁在罗日姆贝克城堡的塔楼內:108-109，为了筹集资金镇压胡斯派运动，他甚至将城堡抵押给奥地利的瓦尔塞的赖因普雷希特二世:109，后来，他在利帕尼战役中击败了胡斯派，胡斯战争也基本结束，此时的奥尔德日赫住在奥地利，但城堡仍然由瓦尔塞家族占有:109，1451年，他淡出政坛，领主之位由其长子因德日赫四世继承，1455年，因德日赫四世等罗日姆贝克家族的成员向瓦尔塞家族支付了欠债，重新取得了城堡的统治权，因德日赫四世随即于翌年迎娶沙温堡的阿内日卡（Anežka ze Schaunbergu）为妻，但其本人在1457年猝死，由于无法立即支付嫁妆，因德日赫四世的弟弟扬二世遂于1457年10月16日将城堡典当给阿内日卡夫人，阿内日卡夫人随即嫁给了哈尔代格伯爵米哈尔，罗日姆贝克家族随即与米哈尔进行了谈判，并再度收回了城堡:110，但城堡旋即在1465年被抵押给洛布科维茨的扬·波佩尔一世。
1468年，信奉天主教的捷克贵族与胡斯派的波希米亚君主波傑布拉德的伊日爆发争斗，扬二世与洛布科维茨的扬·波佩尔一世起初均支持伊日，因此罗日姆贝克城堡也被天主教贵族什特恩贝尔克的兹德涅克·科诺皮什季斯基视为南捷克一带的眼中钉，科诺皮什季斯基的部队不停地攻击城堡，迫使扬二世于1468年与科诺皮什季斯基达成休战协议，扬·波佩尔也最终被科诺皮什季斯基赶出了罗日姆贝克城堡，而城堡则被后者有偿归还给罗日姆贝克家族。在1522年4月9日，该城堡的上部建筑一度被祝融吞噬，之后便从未修缮:111-113。在1556年及1602年，贵族亚历山大·什科尔（Alexander Škol）及城堡领主约什特三世的外孙扬·兹林斯基相继对城堡进行了整修。